# Cistudinomyia cistudinis
Cistudinomyia cistudinis är en tvåvingeart som först beskrevs av Aldrich 1916.  Cistudinomyia cistudinis ingår i släktet Cistudinomyia och familjen köttflugor. Inga underarter finns listade i Catalogue of Life.

## Bildgalleri

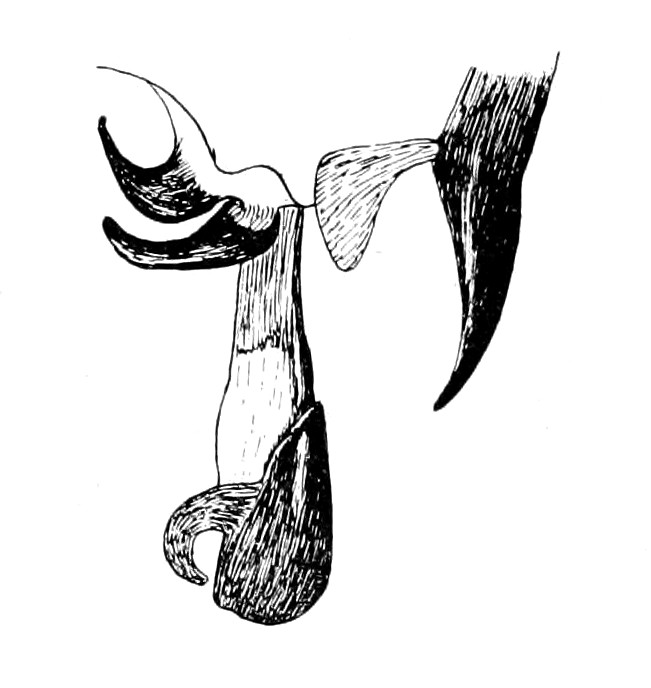